# Marie-Rose Simoni-Aurembou
Marie-Rose Simoni-Aurembou (née le 18 mars 1936 à Moulins et morte le 3 août 2012 à Paris 5e et inhumée le 8 août 2012 à Cressanges) est une linguiste française, directrice de recherches au CNRS et spécialiste de philologie romane et dialectologie. Elle est spécialiste des parlers d'oïl.

## Biographie
Marie-Rose Aurembou est la fille de l'écrivaine Renée Aurembou (1908-2006). Elle est l'auteur de l'Atlas linguistique de la Région Île-de-France. Elle obtient son doctorat d'état en 1990, en linguistique, sous la direction de Georges Straka, à l'université de Strasbourg avec la thèse Études de dialectologie gallo-romane et hispanique. Elle a été directrice de recherche au CNRS et a participé au Corpus de la parole.
Sa tombe est à Cressanges, dans l'Allier.

## Publications

### Auteur

Carte des dialectes d'oïl selon Marie-Rose Simoni-Aurembou.

- Atlas linguistique et ethnographique de l'Île-de-France et de l'Orléanais. Île-de-France, Orléanais, Perche, Touraine, 2 vol., Paris 1973-1978
- (avec Alain Morin) Le Perche à table, Ceton 1992
- (avec Alain Morin) Le Perche gourmand, Ceton 1993
- (avec Jean-Pascal Simon), Dictionnaire du français régional de Touraine, Paris, 1995
- (avec Albert Dud'huit et Alain Morin) Trésor du parler percheron, Ceton 1996 (Préface de Jacques Monfrin)

### Éditeur
- Trésor des légendes du Perche, Mortagne au Perche, en 1979
- Jean-Roger Chabol [1690-1768], Parlers et jardins de la banlieue de Paris au XVIIIe siècle. Montreuil, Bagnolet, Vincennes, Charonne, Paris, 1982
- Renée Aurembou [1908-2006], Il était une fois... le Bourbonnais. Texte, Marseille, 1983
- avec Brigitte Horiot et Georges Straka) Pierre Gardette, Études de géographie linguistique, Strasbourg, 1983
- Arsène Vincent, L'alphabet-vous quotidien. Petite chronique du canton de Thiron au XIXe siècle, Mortagne au Perche 1983
- Aspects de la piété populaire dans le Perche et en Basse-Normandie. Actes du colloque de la Lubinière, Pentecôte 1987, Mortagne-au-Perche 1987
- Noms de lieux - noms-de-vie. Actes du 2e Colloque de la Lubinière, mai 1988, 1994 Ceton
- Dialectologie et littérature du domaine d'oil occidental. Lexique des plantes : morphosyntaxe. Actes du cinquième colloque tenu à Blois-Seillac du 5 au 7 mai 1993, Fontaine-les-Dijon, 1995
- Français du Canada, français de France. Actes du cinquième colloque international de Bellême du 5 au 7 juin 1997, Tübingen, 2000
- avec Peter Lauwers et Pierre Swiggers, Géographie linguistique et biologie du langage. Autour de Jules Gilliéron, Louvain, 2002
- avec Brigitte Horiot et Elmar Schafroth, Mélanges offerts au Professeur Lothar Wolf. "Je parle, donc jamais suis...de quelque part", Lyon, 2005
- avec Yves Danguy, 50 semaines du Père de La Bricole 1911-1986. Chroniques, Verrières 2008
- avec Marie-José Dalbera-Stefanaggi,) Images de la langue. Représentations spatiales, sémantiques et graphiques. 132e congrès national des sociétés historiques et scientifiques, Arles, 2007 (Internetedition 2009 : http://cths.fr/ed/edition.php?id=4701)
- avec Benoît Cursente, Écrire le nom. Les noms de personnes dans l’histoire et dans les lieux. 134e Congrès national des sociétés historiques et scientifiques, Bordeaux, 2009 (Internetedition 2011 )
- avec Marie-José Dalbera-Stefanaggi, de La Langue française, vecteur d'échanges culturels. 133e Congrès national des sociétés historiques et scientifiques, Québec, 2008 (Internetedition 2012 )